# Gnophos limosaria
Gnophos limosaria là một loài bướm đêm trong họ Geometridae.